# Siphona vittata
Siphona vittata är en tvåvingeart som beskrevs av Charles Howard Curran 1941. Siphona vittata ingår i släktet Siphona och familjen parasitflugor.
Artens utbredningsområde är Zimbabwe. Inga underarter finns listade i Catalogue of Life.